# Xã Burlington, Quận Calhoun, Michigan
Xã Burlington (tiếng Anh: Burlington Township) là một xã thuộc quận Calhoun, tiểu bang Michigan, Hoa Kỳ. Năm 2010, dân số của xã này là 1.941 người.